# Hôtel Belles Rives
L'Hôtel Belles Rives, anciennement la Villa Saint-Louis et premier hôtel « les pieds dans l'eau », de la Côte d'Azur, se situe en France, au Cap d'Antibes dans le département des Alpes-Maritimes. 
En l'espace de 60 ans, l'établissement a été l'un des lieux d'accueil de la Génération perdue dans les années 1920, l'un des berceaux du ski nautique dans les années 1930, avant d'être reconnu à la fin du XXe siècle comme un palace de la Côte d'Azur.

## Historique
Marqués par la Première Guerre mondiale, l'écrivain américain F. Scott Fitzgerald et son épouse Zelda Fitzgerald s'expatrient sur la Riviera méditerranéenne et louent la Villa Saint-Louis en 1925. L'écrivain y écrit le roman Tendre est la nuit. La Villa devient un lieu mondain qui voit défiler, entre autres, Pablo Picasso et Olga Khokhlova, Mistinguett, Ernest Hemingway, Rudolph Valentino ou encore Gerald et Sara Murphy. Pour l'écriture de Gatsby le Magnifique, F. Scott Fitzgerald s'inspire directement des soirées enivrées qu'il a passées sur la Côte d'Azur.

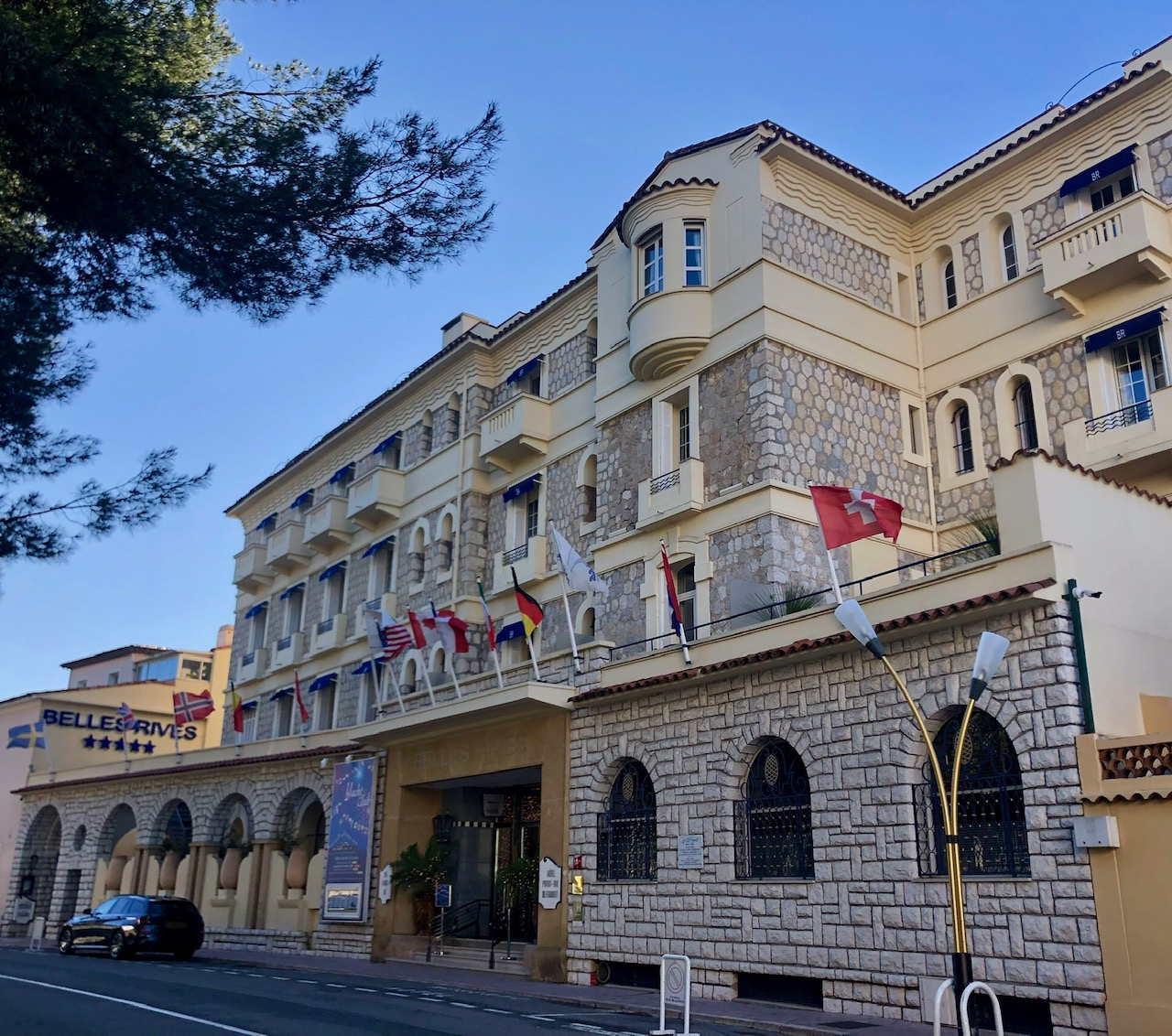
L'entrée de l'Hôtel des Belles Rives, 33 Boulevard Édouard Baudoin au Cap d'Antibes.

En 1929, Boma Estène et sa femme Simone, les grands-parents de Marianne Estène-Chauvin, l'actuelle propriétaire de l'Hôtel Belles Rives, acquièrent la Villa Saint-Louis et la transforment en établissement destiné à accueillir les villégiatures (« ce n'est encore qu'une pension de famille, avec une salle de bains par étage, des carreaux ou du parquet au sol, des moustiquaires dans les chambres... »). C'est la naissance de l'Hôtel Belles Rives. En 1930 et 1931, deux nouveaux étages et une aile sont construits. 
Au cours de la Seconde Guerre mondiale, en 1942, Boma Estène, qui est juif, ferme l'Hôtel. À sa réouverture, il se sert des tétraèdres anti-débarquement mis en place par les Allemands comme fondations de la dalle qui accueillera la plage et la jetée de l'Hôtel Belles Rives.
En 1960, l'Hôtel Belles Rives a quatre étoiles. Boma et Simone Estène ont trois enfants : Georges, Raïna-Laure et Casimir. C'est ce dernier qui reprend la gestion de l'hôtel avec sa mère à la mort de Boma Estène en 1970. En 1990, l'Hôtel Belles Rives devient cinq étoiles[réf. souhaitée] et c'est en 2001 que Marianne Estène-Chauvin devient propriétaire et succède à son oncle.

## Prix Fitzgerald
Chaque année, l'Hôtel Belles Rives accueille la cérémonie de remise du Prix Fitzgerald, créé en 2011 par Marianne Estène-Chauvin, Présidente de l'Académie Francis Scott Fitzgerald et propriétaire de l'Hôtel Belles Rives.
En 2018, l'hôtel a également reçu le lauréat du Prix Gatsby.

## Ski nautique
En 1932, Léo Roman, entre autres moniteur de ski alpin, et Emil Petersen, champion de ski alpin, essaient de se servir de skis de montagne pour glisser sur l'eau, tractés par un petit bateau à moteur. Si le premier essai est un échec, ils finissent par y arriver en allongeant et élargissant les skis et participent ainsi au développement de ce sport dans les années 1930. 
Après la Seconde Guerre mondiale, en 1949, Léo Roman fonde la première école de ski nautique à Juan-les-Pins qui deviendra le Belles Rives Ski Nautique Club. Il entraîne notamment l’acteur et chanteur Tino Rossi et l’actrice Michèle Morgan. La même année, les premiers championnats du monde de ski nautique ont lieu dans la station balnéaire. Léo Roman travaille alors avec Marc Grilli et est le mentor de son fils, Marco Grilli, qui finit troisième au Championnat d'Europe de slalom en Italie en 1969. Depuis, Marco est devenu moniteur de ski nautique au Belles Rives Ski Nautique Club, école reconnue dans le monde. 
Les acteurs Roger Moore et Tony Curtis apparaissent en train de faire du ski nautique à Juan-les-Pins dans le générique de la série Amicalement vôtre en 1971. 
Marco Grilli meurt en janvier 2019 et c'est sa fille, Nathalie Grilli, qui dirige le Belles Rives Ski Nautique Club aujourd'hui. Le club a notamment découvert le champion Franck Desboyaux. 
Le 20 août 2018, était organisé, comme tous les ans, le 30e Challenge Marc Grilli, en hommage au père de Marco, et en octobre est organisée la Coupe du Belles Rives qui est une compétition de figures.